# Faro di Vada
Il faro di Vada è un faro marittimo dismesso del mar Ligure che si trovava nell'omonima località del territorio comunale di Rosignano Marittimo, alla sommità della torre di Vada di epoca medievale. L'infrastruttura illuminava da una distanza di alcune decine di metri il tratto costiero in prossimità del porto.

## Storia
Il faro venne attivato nel 1867 dalla Regia Marina alla sommità della torre medievale; nel 1950 venne installato un faro di portata superiore che richiese profonde modifiche all'aspetto architettonico della parte superiore della torre che venne rialzata rispetto alla struttura originaria.
Il faro rimase in funzione fino al 1979; a seguito della sua dismissione venne rimossa la lanterna dalla sommità della torre, che venne poi ristrutturata tra il 1990 e il 1995.